# Ефіопський пегас

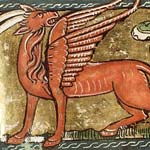
Ефіопський Пегас, рукопис Der Naturen Bloeme (бл. 1350), Національна бібліотека Нідерландів

Ефіопський (або, за правописом 2019 року можливий варіант «Етіопський"») пегас (лат. Pegasus Aethiopicus від дав.-гр. Πήγασος Αἰθιοπικός) — міфічна істота, описана в античній та середньовічній літературі. Згідно з Плінієм Старшим, вони були породою дворогих крилатих коней з Ефіопії. Повідомляється, що вони жили на острові в Червоному морі біля узбережжя Еритреї.
У «Природничій історії» Плінія Старшого згадується:

«В Ефіопії народжуються... багато чудовиськ — [зокрема] крилаті коні, озброєні рогами, звані пегасами».

Тварина із середньовічних бестіаріїв, таких як «Der Naturen Bloeme» (бл. 1350 р.), де він постає як крилатий кінь з рогами. Ці бестіарії часто поєднували міфологічні та реальні істоти, відображаючи уявлення тогочасного суспільства про світ природи та фантастичних створінь.